# Borodjanka
Borodjanka (ukrainska: Бородянка) är en stad i Kiev oblast i norra Ukraina. Borodjanka grundades år 1190 och hade 13 157 invånare år 2020.
Under Rysslands invasion av Ukraina 2022 drabbades Borodjanka hårt och stora delar av stadskärnan förstördes. Omkring 200 döda kroppar har påträffats; en del av dem hade torterats.